# Mike dos Santos Nenatarvicius
Mike dos Santos Nenatarvicius (Suzano, 8 marzo 1993) è un calciatore brasiliano, centrocampista del Retrô.

## Caratteristiche tecniche
È un trequartista.

## Carriera
Cresciuto nel settore giovanile del Paulista, ha esordito in prima squadra il 24 marzo 2011 disputando il match del Campionato Paulista vinto 3-2 contro il San Paolo.